# 柏林喜歌劇院
柏林喜歌劇院（德語：Komische Oper Berlin）是位於德國首都柏林的一座歌劇院。柏林喜歌劇院專門上演外國或莫扎特等德國作曲家的外語作品，並將其翻譯為德語演出。歌劇院有1270個座位。

## 外部連結
- 官方网站 （德文）

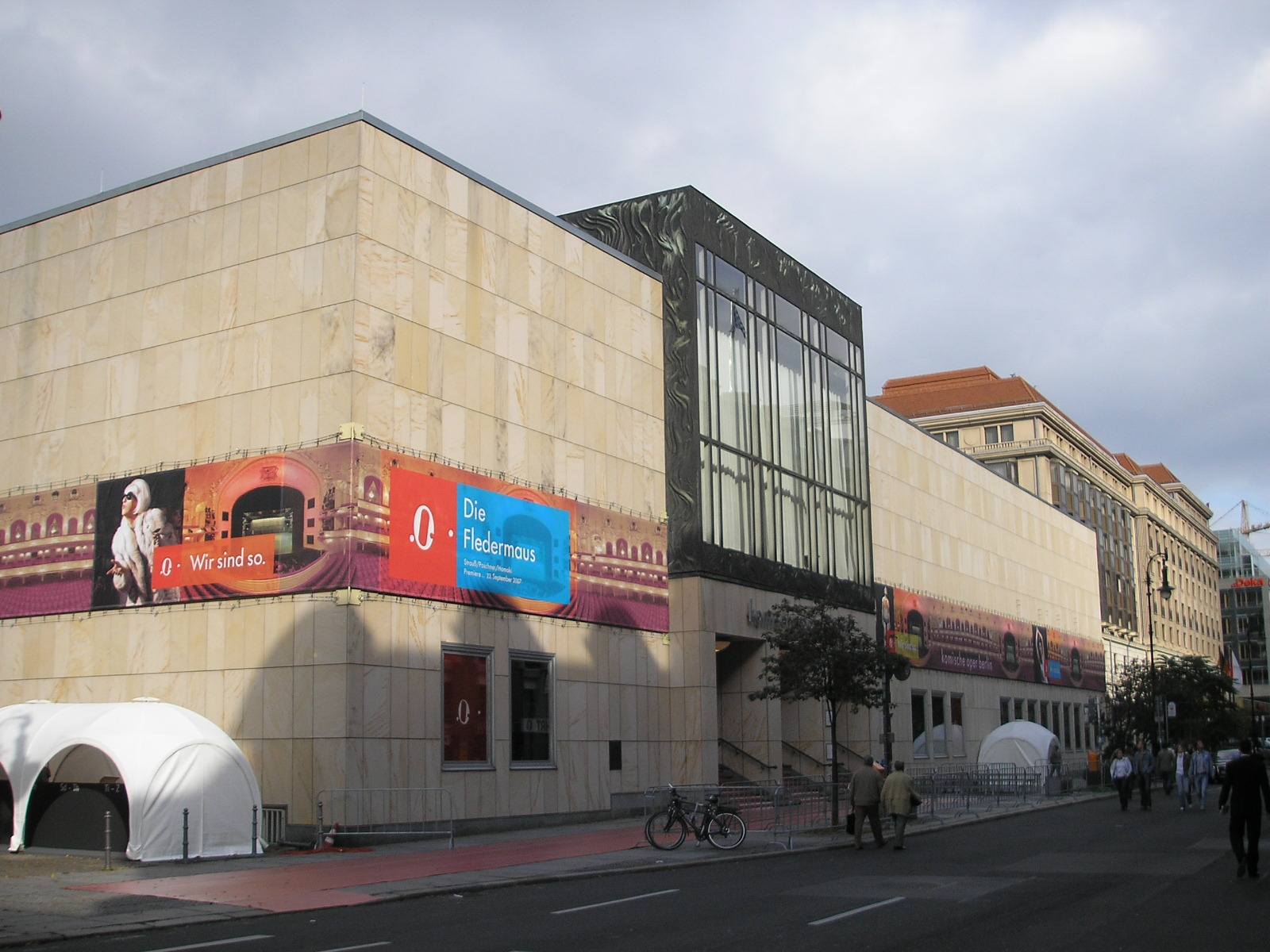

- Komische Oper history timeline, English-language version[]
- Komische Oper on postcards （页面存档备份，存于）

52°30′57″N 13°23′13″E / 52.51583°N 13.38694°E